# Berlin-Malchow
Malchow is een stadsdeel van Berlijn in het noordoostelijke district Lichtenberg. Het stadsdeel bestaat uit het voormalige dorp Malchow en de wijk Margaretenhöhe; de westelijker gelegen Stadtrandsiedlung Malchow, gebouwd in de jaren dertig van de twintigste eeuw, is een zelfstandig stadsdeel en behoort tot het district Pankow.
Het dorp Malchow werd gesticht in de 13e eeuw en wordt voor het eerst vermeld in een oorkonde van markgraaf Lodewijk I van Brandenburg uit 1344. De heerlijkheid wisselde meermaals van eigenaar en werd in 1882 verworven door de stad Berlijn, die er vloeivelden voor de zuivering van afvalwater liet aanleggen. Bij de vorming van Groot-Berlijn in 1920 werd Malchow een deel van het Berlijnse district Weißensee. Na de Tweede Wereldoorlog stichtte men een collectief landbouwbedrijf in het stadsdeel en vestigde de agrarische faculteit van Humboldt Universiteit zich er.

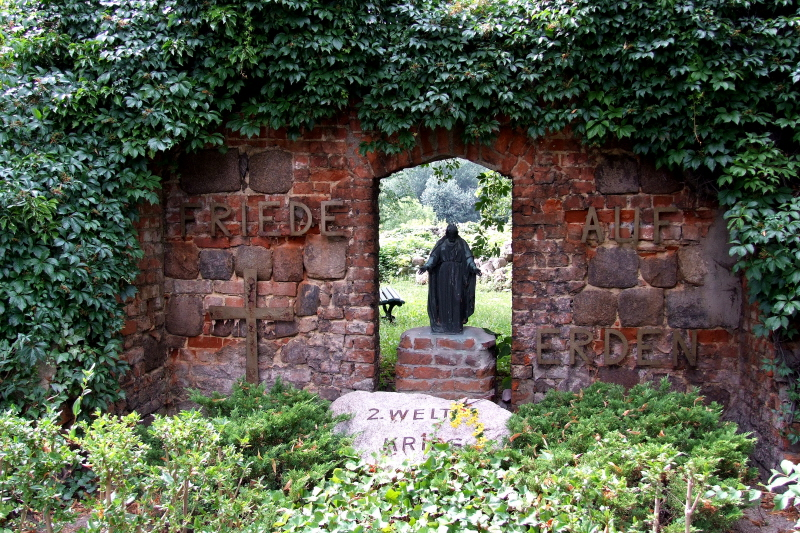
Ruïne van de opgeblazen dorpskerk

In de DDR-tijd verrees ten oosten van het dorp het nieuwbouwgebied Hohenschönhausen, dat in 1985 een zelfstandig district werd. Het oostelijke deel van Malchow werd bij het nieuwe district gevoegd, de Stadtrandsiedlung Malchow bleef deel van Weißensee. Sinds een bestuurlijke herindeling in 2001, waarbij het district Hohenschönhausen werd opgeheven, behoort Malchow tot Lichtenberg. In 2002 raakte Malchow een aanzienlijk deel van zijn grondgebied kwijt aan het nieuwgevormde stadsdeel Neu-Hohenschönhausen, waarin alle nieuwbouwwijken werden samengevoegd.
De dorpskern strekt zich als een lint uit langs de Dorfstraße en staat in zijn geheel onder monumentenbescherming. Van de romaanse dorpskerk rest slechts een ruïne; het gebouw werd in 1945 opgeblazen door de Wehrmacht. Ten oosten van het dorp bevindt zich de Malchower See. Het historische dorp maakt onderdeel uit van Barnim (streek).
Malchow ligt aan de zogenaamde Außenring, een ringspoorweg die met een wijde boog om en deels door Berlijn loopt, maar heeft geen station. Station Wartenberg in Neu-Hohenschönhausen, het eindpunt van S-Bahnlijn S75, ligt echter niet ver van het dorp. Ooit bestonden er plannen de S-Bahn naar Malchow te verlengen en hier ook een station voor regionale treinen te bouwen, ter vervanging van station Berlin-Hohenschönhausen. De geplande stadsuitbreiding die een dergelijk station zou rechtvaardigen kwam er echter nooit. Het openbaar vervoer in Malchow wordt daarom uitsluitend door bussen verzorgd. De tram eindigt net buiten het stadsdeel in Hohenschönhausen.
Alt-Hohenschönhausen ·
Falkenberg ·
Fennpfuhl ·
Friedrichsfelde ·
Karlshorst ·
Lichtenberg ·
Malchow ·
Neu-Hohenschönhausen ·
Rummelsburg ·
Wartenberg